# 5170 Sissons
5170 Sissons è un asteroide della fascia principale. Scoperto nel 1987, presenta un'orbita caratterizzata da un semiasse maggiore pari a 3,0236596 UA e da un'eccentricità di 0,0608976, inclinata di 10,35463° rispetto all'eclittica.